# Phomatospora gelatinospora
Phomatospora gelatinospora är en svampart som beskrevs av M.E. Barr 1970. Phomatospora gelatinospora ingår i släktet Phomatospora, ordningen kolkärnsvampar, klassen Sordariomycetes, divisionen sporsäcksvampar och riket svampar.   Inga underarter finns listade i Catalogue of Life.